# 자의 성과 본
이 문서는 대한민국 민법의 자의 성과 본에 관한 규정에 대해 설명한다.
자(子)의 성(姓)과 본(本)은 원칙적으로 부(父)의 성과 본을 따른다. (제781조 제1항) 부를 알 수 없는 자는 모(母)의 성과 본을 따르고, 부모를 알 수 없는 자는 법원의 허가를 얻어 성과 본을 창설한다. (동조 제3항)
2005년 민법이 개정되기 전에는 성과 본을 창설한 이후 부 또는 모를 알게 된 때에는 반드시 부 또는 모의 성과 본을 따라야 했으나 민법이 개정된 이후에는 선택에 의해 창설한 성과 본을 유지할 수 있다. (동조 제3항)
또한 혼인 외의 자가 인지된 경우에도 부의 성과 본을 따라야 했으나, 부모의 협의 따라 종전의 성과 본을 계속 사용할 수 있으며, 협의가 되지 않거나 협의할 수 없는 경우에는 법원의 허가를 받아 종전의 성과 본을 계속 사용할 수 있다. (동조 제5항)
개정되기 전의 민법에서는 부를 알 수 없는 경우에만 모의 성과 본을 따를 수 있었으나, 부모가 혼인신고 시에 모의 성과 본을 따르기로 합의한 경우에는 모의 성과 본을 따를 수 있게 되었다. (동조 제1항 후단) 또한 부가 외국인인 경우에는 모의 성과 본을 따를 수 있다. (동조 제2항)
민법에서 성은 원칙적으로 불변의 것이며 부 또는 모를 몰랐으나 인지 등으로 알게 된 때에만 바뀌며, 이때는 강제적으로 바뀌는 것이었다. 2005년 개정으로 자의 복리를 위하여 자의 성과 본을 변경할 필요가 있을 때에는 부, 모 또는 자의 청구에 의하여 법원의 허가를 받아 이를 변경할 수 있게 되었다. 다만, 자가 미성년자이고 친권자나 후견인 등의 법정대리인이 청구할 수 없는 경우에는 민법 제777조의 친족 또는 검사가 청구할 수 있다. (동조 제6항)
| 1958년 제정 | 2005년 개정 |
| --- | --- |
| 제781조 (자의 입적, 성과 본) | 제781조 (자의 성과 본) |
| ① 자는 부의 성과 본을 따르고 부가에 입적한다. | ① 자는 부의 성과 본을 따른다. 다만, 부모가 혼인신고시 모의 성과 본을 따르기로 협의한 경우에는 모의 성과 본을 따른다. |
| | ②부가 외국인인 경우에는 자는 모의 성과 본을 따를 수 있다. |
| ②부를 알 수 없는 자는 모의 성과 본을 따르고 모가에 입적한다. | ③부를 알 수 없는 자는 모의 성과 본을 따른다. |
| ③부모를 알 수 없는 자는 법원의 허가를 얻어 성과 본을 창설하고 일가를 창립한다. 그러나 성과 본을 창설한 후 부 또는 모를 알게 된 때에는 부 또는 모의 성과 본을 따른다. | ④부모를 알 수 없는 자는 법원의 허가를 받아 성과 본을 창설한다. 다만, 성과 본을 창설한 후 부 또는 모를 알게 된 때에는 부 또는 모의 성과 본을 따를 수 있다.                                                                                               |
| | ⑤혼인외의 출생자가 인지된 경우 자는 부모의 협의에 따라 종전의 성과 본을 계속 사용할 수 있다. 다만, 부모가 협의할 수 없거나 협의가 이루어지지 아니한 경우에는 자는 법원의 허가를 받아 종전의 성과 본을 계속 사용할 수 있다.                              |
| | ⑥자의 복리를 위하여 자의 성과 본을 변경할 필요가 있을 때에는 부, 모 또는 자의 청구에 의하여 법원의 허가를 받아 이를 변경할 수 있다. 다만, 자가 미성년자이고 법정대리인이 청구할 수 없는 경우에는 제777조의 규정에 따른 친족 또는 검사가 청구할 수 있다. |

## 관련 사례
- 2003년에 한국방송공사에서 방영한 텔레비전 드라마 《노란 손수건》에서 주인공인 윤자영(이태란 분)은 옛날 애인인 이상민(김호진 분)의 아이를 혼자 낳아 기른다. 자영은 새로운 애인인 정영준(조민기 분)을 만나 결혼을 약속하지만 갑자기 상민이 자영의 아이가 자신의 아이라며 인지 청구를 시도한다. 자영은 상민이 인지를 하면 아이의 성이 강제적으로 상민의 성으로 바뀐다는 것을 알고 절망한다. 이 드라마는 여성부가 주최하는 제5회 남녀평등방송상에서 대상을 수상하였다.[1]
- 2008년 배우 최진실은 서울가정법원에 자신의 두 아이의 성을 아버지 조성민의 성인 조에서 자신의 성인 최로 변경해 달라는 청구를 하였다. 법원은 최진실의 청구를 받아들여 두 아이의 성은 조에서 최로 바뀌었다.[2]

## 관련 작품
- 난 왜 아빠랑 성이 달라? (MBC, 2002년 방영)
- 노란 손수건 (KBS 1TV, 2003년 방영)